# Samsø Herred
Samsø Herred var et herred i Holbæk Amt. Herredet hørte i middelalderen under Åbosyssel, og var da delt i et Nørre- og et Sønder Herred. Det kom senere under Kalundborg Len. Det blev i 1662 ændret til Kalundborg Amt, der efter forskellige konstellationer af fællesstyre, ved reformen i 1793 blev lagt sammen med de øvrige herreder i Holbæk Amt.
Ved Kommunalreformen (1970) kom Samsø igen under jysk styre i Århus Amt.
I herredet ligger følgende sogne:
- Besser Sogn
- Kolby Sogn
- Nordby Sogn
- Onsbjerg Sogn
- Tranebjerg Sogn